# Парадокс на Ръсел
Парадоксът на Ръсел (в немската литература: антиномия на Ръсел) е парадокс от теорията на множествата, изиграл важна роля при нейното формиране. Парадоксът е открит около началото на 20 век от Ернст Цермело и обсъждан в кръга на Давид Хилберт в Гьотинген.  В средата на 1901 г. Бертран Ръсел самостоятелно достига до същата идея, съобщава я на Готлоб Фреге през лятото на 1902 г., като показва, че противоречието, което се получава от парадокса, може да бъде конструирано във Фрегевата логическа система, а през следващата година първо Фреге, който споменава откривателството на Ръсел, а после и самият Ръсел обсъждат парадокса в публикации.

## Постановка на парадокса
Парадоксът на Ръсел може да бъде изразен така:
Нека вземем множеството от множествата, които не принадлежат на себе си. Принадлежи ли то на себе си?
Ако отговорим с „да“, ще получим, че тъй като по дефиниция елементите на това множество не принадлежат на себе си, то това множество също няма да принадлежи на себе си. Ако отговорим с „не“ на същия въпрос, ще получим, че това множество ще удовлетворява свойството, което го дефинира, и следователно ще принадлежи на себе си. Така и при двата отговора изпадаме в противоречие. Символно:
Нека {\displaystyle R:=\{x|x\notin x\}}, тогава {\displaystyle R\in R\Leftrightarrow R\notin R}.
Парадоксът показва, че наивната теория на множествата в смисъла на Кантор е противоречива. Проблемът се получава от това, че се допуска, че можем да образуваме множество въз основата на всяко произволно свойство. Така някои от тези свойства (и това именно е случаят в парадокса на Ръсел) генерират нестабилни рефлексивни цикли, които би трябвало да бъдат изключени по някакъв начин.

## Решения
Първото решение е теорията на типовете на Ръсел, според която множествата са с йерархични типове. Дадено множество може да съдържа само обекти стриктно по-малки от него самото. По този начин парадоксът на Ръсел просто не може да бъде конструиран.
Второто решение се състои в ограничаване на принципа за формиране на множества: предикатите не дефинират множества, а отделят в едно вече съществуващо множество елементите, които притежават дадено свойство.

## Обяснение за нематематици
Парадоксът на Ръсел е парадоксът за множеството на всички множества, които не си самопринадлежат. Преди да разгледаме парадокса, нека изясним (i) какво е множество и (ii) какво означава едно множество да не си самопринадлежи (да не е елемент на себе си).
(i) Едно множество е един абстрактен обект. То не може да се локализира в пространството и времето. Едно множество съществува, когато съществува понятие, с което то може да бъде определено. За разлика от една съвкупност или цялост (като една стена, напр.), която съществува само дотолкова, доколкото съществуват нейните части (в случая – тухлите, напр.), едно множество може да съществува и без да има елементи. Напр. множеството на спътниците на Венера съществува, въпреки че то е празно, т.е. въпреки че не съдържа нито един елемент. То съществува, защото ние можем да образуваме понятието спътник на Венера. Също така отношението на множеството и неговите елементи не е транзитивно, каквото е напр. отношението на целостта и нейните части: частите на елементите на едно множество не са части на самото множество (главите на хората не са елементи на множеството на хората), докато частите на тухлите от една стена са части на стената, чиито части са тухлите. Друг пример: по отношение на един и същ феномен, напр. една естрада, на която танцуват двойки, ние можем да кажем: на нея има четири двойки или на нея има осем души. Множеството на танцуващите двойки ще съдържа четири елемента, но не осем, докато множеството на танцуващите хора ще съдържа осем елемента, но не и четири. Частите на танцуващите двойки не са елементи на множеството на двойките, танцуващи на естрадата, по същия начин, по който частите на хората (глави, ръце, крака и техните части) не са елементи на множеството на хората, танцуващи на естрадата. Трябва да се прави разлика и между отношението между множество и елемент („принадлежност“) и отношението между множество и подмножество („включване“). Подмножеството на подмножеството е подмножество на множеството (бобърът, мишката, катерицата и т.н. са гризачи, гризачът е бозайник, следователно и бобърът, мишката, катерицата и т.н. са бозайници), докато елементите на едно множество не са елементи на едно множество от по-висок ред (Луната е елемент на множеството на естествените спътници на земята, а това множество е елемент на множеството, което съдържа множества с един-единствен елемент, но Луната не е елемент на множеството на множествата, които съдържат един-единствен елемент).
(ii) Какво означава едно множество да не си самопринадлежи? Нека вземем едно множество: множеството на хората. Кои са неговите елементи? Това са онези неща, които попадат под понятието човек (които имат свойството да бъдат хора или за които може да бъде изказан истинно предикатът „човек“). Принадлежи ли напр. Сократ към това множество? Да, защото той попада под понятието човек (mutatis mutandis за свойството и предиката; за простота ще говорим по-надолу само за понятия). Ние можем да кажем: Сократ е елемент на множеството на хората. Нека вземем самото множество на хората и да попитаме по отношение на него дали то е елемент на себе си (дали си самопринадлежи). Тъй като самото множество на хората не попада под понятието човек (самото то като абстрактен обект нито се ражда, нито умира, а съществува само дотолкова, доколкото, както казахме, има понятие, с което го определяме), ние можем да кажем: не, множеството на хората не е елемент на себе си (то не си самопринадлежи). След като можем да кажем за множеството на хората: това е ʻмножество, което не си самопринадлежиʼ, ние вече разполагаме с понятието множество, което не си самопринадлежи (и в случая казваме, че множеството на хората попада под него). С това ново понятие автоматично възниква и прилежащото към него множество, защто с него ние можем да определим следното ново множество: множеството на всички множества, които не си самопринадлежат. Нека го наречем {\displaystyle R}. И множеството на хората ще е елемент на {\displaystyle R}.
Може ли едно множество обаче изобщо да си самопринадлежи? Както изглежда, има такива множества: универсалното множество (множеството на всичко, което съществува); множеството на всички неща, за които може да се каже, че са 1 (че са нещо единично); множеството на всичко, което е получено чрез абстракция; множеството на всички множества; множеството на всички безкрайни множества; множеството на всички неща, които са различни от Адам и Ева; множеството на всички множества, за които Вие до този момент не сте мислили; множеството {\displaystyle M}, което съдържа следните елементи: {Луната, Вие, {\displaystyle M}}.
Възникване на парадокса:
Парадоксът се получава, когато попитаме дали множеството на всички множества, които не си самопринадлежат, т.е. {\displaystyle R}, си самопринадлежи, или не.
(1) Ако отговорим: да, {\displaystyle R} си самопринадлежи, то оттук следва, че доколкото е елемент на себе си (според този отговор), {\displaystyle R} ще попада и под понятието, което го определя като множество, а тъй като това е понятието за множество, което не си самопринадлежи, {\displaystyle R} ще трябва да има свойството да (бъде множество, което) не си самопринадлежи ― а именно защото попада под понятието множество, което не си самопринадлежи ― и, следователно, няма да си самопринадлежи.
(2) Ако отговорим: не, {\displaystyle R} не си самопринадлежи, то {\displaystyle R} ще има свойството да не си самопринадлежи и съотв. ще да попада под понятието множество, което не си самопринадлежи, а тъй като това е тъкмо понятието, което го определя, то {\displaystyle R} ще бъде елемент на себе си и, следователно, ще си самопринадлежи.
Формата на парадокса е следната:
(1*) ако {\displaystyle R} си самопринадлежи, то {\displaystyle R} не си самопринадлежи
(2*) ако {\displaystyle R} не си самопринадлежи, то {\displaystyle R} си самопринадлежи
(1*) има формата на {\displaystyle p\Rightarrow \neg p}, а (2*) на {\displaystyle \neg p\Rightarrow p}. Конюнкцията на (1*) и (2*) е еквивалента на {\displaystyle p\Leftrightarrow \neg p}.
{\displaystyle p\Leftrightarrow \neg p} е противоречие, а тъй като разсъжденията, които водят до него, изглеждат коректни, това може да се нарече парадокс (а доколкото този парадокс се получава закономерно от определени формални свойства, той може да се нарече антиномия).
Проблемът е, че не се прави разлика между различни типове предмети: индивиди, множества от индивиди, множества от множества от индивиди, множества от множества от множества от индивиди и т.н.; и различни типове предикати: това, което се изказва за индивиди, се оставя да се изказва и за множества (напр. „Човек ли е множеството на хората?“), а това, което за изказва за множества, се оставя да се изказва и за множества от множества и т.н. Чрез рестрикции ― а именно ограничаване на приложението на предикатите до типове предмети: само до индивиди или само до множества от индивиди и т.н. ― този парадокс може да се избегне, защото тогава въпросът, дали множеството на всички множества, които не си самопринадлежат, си самопринадлежи, или не, би бил недопустим: не може да питаме дали {\displaystyle R} попада под понятието, което го определя, по същия начин, по който не можем да питаме дали множеството на хората е човек.